# Force Aérienne de Guinée
La Force Aérienne de Guinée è l'attuale aeronautica militare della Guinea e parte integrante delle Forze armate della Repubblica di Guinea.

## Storia
Dopo aver ottenuto l'indipendenza dalla Francia nel 1958, la Force Aérienne de Guinée fu formata con l'assistenza sovietica con la consegna di 10 caccia Mikoyan-Gurevich MiG-17F e di due Mikoyan-Gurevich MiG-15UTI. Nello stesso periodo furono consegnati aerei da trasporto An-2, An-12, An-14, Il-14 e Il-18V, ed entrarono in servizio anche gli elicotteri Mil Mi-4. Altre forniture dal blocco orientale comprendevano tre aerei da addestramento Aero L-29, sei Yak-11, mentre la Romania forni versioni di elicotteri costruiti su licenza come gli IAR-316 (versione dell'Alouette III) e due elicotteri da trasporto IAR-330L (versione del Puma). Ulteriori fornuture sovietiche furono concesse, quando  fu concesso l'uso dell'aeroporto di Conakry agli aerei da pattugliamento marittimo dell'aviazione navale sovietica. Questo accordo portò alla consegna, nel 1986, di otto tra Mikoyan-Gurevich MiG-21PFM e Mikoyan-Gurevich MiG-21U per sostituire i rimanenti MiG-17.

## Aeromobili in uso
Sezione aggiornata annualmente in base al World Air Force di Flightglobal del corrente anno. Tale dossier non contempla UAV, aerei da trasporto VIP ed eventuali incidenti accorsi durante l'anno della sua pubblicazione. Modifiche giornaliere o mensili che potrebbero portare a discordanze nel tipo di modelli in servizio e nel loro numero rispetto a WAF, vengono apportate in base a siti specializzati, periodici mensili e bimestrali. Tali modifiche vengono apportate onde rendere quanto più aggiornata la tabella.
| Aeromobile                      | Origine     | Tipo                                           | Versione (denominazione locale) | In servizio (2024) | Note | Immagine |
| Aerei da combattimento          |             |                                                |                                 |                    | |          |
| Mikoyan-Gurevich MiG-21 Fishbed | Russia      | Aereo da attacco al suoloconversione operativa | MiG-21PFMiG-21UM                | 2?1?               | 8 Mig 21PF e 2 Mig 21UM acquistati nel 1986 (non è noto quanti biposto siano stati realmente consegnati). Al luglio 2023, nessuno dei tre era in condizioni di volare. |          |
| Aerei da trasporto              |             |                                                |                                 |                    | |          |
| Antonov An-2 Colt               | Ucraina     | aereo da trasporto                             | An-2                            | 2?                 | 2 An-2 in organico al maggio 2021, ma probabilmente non in grado di volare.                                                                                            |          |
| Aerei da addestramento          |             |                                                |                                 |                    | |          |
| Humbert Aviation Tétras         | Francia     | aereo da addestramento                         | Tétras                          | 2                  | 5 Tétras consegnati. |          |
| Elicotteri                      |             |                                                |                                 |                    | |          |
| Mil Mi-17 Hip                   | Russia      | elicottero utility                             | Mi-8TMi-17V                     | 2                  | 1 Mi-8T e 2 Mi-17V consegnati. |          |
| Mil Mi-24 Hind                  | Russia      | elicottero d'attacco                           | Mi-24RShMi-25                   | 3                  | 4 tra Mi-24RSh e Mi-25 consegnati. |          |
| IAR IAR 330                     | Romania     | elicottero da trasporto medio                  | IAR 330L                        | 2                  | 3 IAR 330L consegnati. |          |
| Aérospatiale AS 350 Écureuil    | Francia     | elicottero utility                             | AS 350                          | 1                  | |          |
| Aérospatiale SA 342 Gazelle     | Francia     | elicottero utility                             | SA 342                          | 1                  | |          |
| MD Helicopters MD 500           | Stati Uniti | elicottero utility                             | MD 500MD                        | 2                  | 2 MD 500MD consegnati. |          |

## Aeromobili ritirati
- IAR IAR316
- Aero L-29 Delfin
- Yakovlev Yak-11
- Mikoyan-Gurevich MiG-17F Fresco - 10 esemplari (?-?)[3]
- Mikoyan-Gurevich MiG-15UTI - 2 esemplari (?-?)[3]
- Antonov An-2 Colt
- Antonov An-12 Cub
- Antonov An-14 Clod
- Ilyushin Il-14 Crate
- Ilyushin Il-18V Coot